# رستم میرزا
رستم میرزا (۲۷ اوت ۱۵۸۸ تا ۳۰ نوامبر ۱۵۹۷) پسر ارشد مراد میرزا از همسر اولش حبیبه بانو بیگم بود که در نه سالگی فوت کرد.

## زندگی
هنگامی که مراد هجده ساله بود، صاحب پسری به نام رستم میرزا (متولد:۲۷ آگوست ۱۵۸۸) شد ولی رستم میرزا نه سال عمر کرد و در ۳۰ نوامبر ۱۵۹۷ فوت کرد.

## خانواده
- پدر: مراد میرزا
  - پدربزرگ: اکبر
    - پدر پدربزرگ: همایون گورکانی
    - مادر پدربزرگ: حمیده بانو بیگم
- مادر: حبیبه بانو بیگم
  - پدربزرگ: میرزا عزیز کوکا